# Сельское поселение Кировский
Сельское поселение Кировский — муниципальное образование в Красноармейском районе Самарской области.
Административный центр — посёлок Кировский.

## Административное устройство
В состав сельского поселения Кировский входят:
- посёлок Братский,
- посёлок Кировский,
- посёлок Новопавловка,
- деревня Колыбеловка,
- деревня Сытовка.